# Sipatosia aetheriopasta
Sipatosia aetheriopasta là một loài bướm đêm trong họ Noctuidae.